# Toyota Sienna
A Sienna é uma minivan de porte médio-grande da Toyota.

## Vendas
| Ano  | EUA     | Canadá | México | China  |
| ---- | ------- | ------ | ------ | ------ |
| 1997 | 15.180  |        |        |        |
| 1998 | 81.391  |        |        |        |
| 1999 | 98.809  |        |        |        |
| 2000 | 103.137 |        |        |        |
| 2001 | 88.469  |        |        |        |
| 2002 | 80.915  |        |        |        |
| 2003 | 105.499 |        |        |        |
| 2004 | 159.119 |        |        |        |
| 2005 | 161.380 | 5.322  | 7.083  |        |
| 2006 | 163.269 | 11.579 | 6.950  |        |
| 2007 | 138.162 | 9.820  | 6.580  |        |
| 2008 | 115.944 | 7.000  | 4.363  |        |
| 2009 | 84.064  | 6.345  | 3.303  |        |
| 2010 | 98.337  | 9.960  | 5.619  |        |
| 2011 | 111.429 | 10.835 | 7.215  |        |
| 2012 | 114.725 | 11.858 | 7.032  |        |
| 2013 | 121.117 | 11.756 | 5.434  |        |
| 2014 | 124.502 | 11.596 | 4.861  |        |
| 2015 | 137.497 | 13.981 | 5.438  |        |
| 2016 | 127.791 | 13.404 | 5.727  |        |
| 2017 | 111.489 | 15.770 | 6.478  |        |
| 2018 | 87.672  | 15.117 | 7.022  |        |
| 2019 | 73.585  | 14.631 | 6.898  |        |
| 2020 | 42.885  | 8.821  | 4.459  |        |
| 2021 | 107.990 | 11.869 | 8.619  | 2.791  |
| 2022 | 69.751  |        | 5.507  | 74.381 |
| 2023 | 66.539  |        | 3.710  | 76.575 |
| 2024 | 75.037  |        |        |        |

1. ↑  Demandt, Bart (20 de novembro de 2015). «Toyota Sienna US car sales figures». carsalesbase.com (em inglês). Consultado em 11 de outubro de 2022
2. ↑  «Toyota Sienna Canada Sales Figures». CarFigures (em inglês). Consultado em 18 de abril de 2024
3. 1 2  «Toyota Sienna Sales Figures». GCBC (em inglês). Consultado em 11 de outubro de 2022
4. ↑  «Venta al público y producción de vehículos ligeros por marca, modelo, segmento y país origen». Instituto Nacional de Estadística, Geografía e Informática (INEGI) (em espanhol). Consultado em 4 de novembro de 2021
5. ↑  «Toyota Sets Sales Record for Sixth Year in a Row». Theautochannel.com. 3 de janeiro de 2002. Consultado em 12 de dezembro de 2009
6. ↑  «Toyota Announces Best Sales Year in Its 46-Year History, Breaks Sales Record for Eighth Year in a Row». Theautochannel.com. 5 de janeiro de 2004. Consultado em 12 de dezembro de 2009
7. ↑  «Toyota Reports 2005 and December Sales». Theautochannel.com. 4 de janeiro de 2006. Consultado em 12 de dezembro de 2009
8. ↑  «Toyota Reports 2007 and December Sales». Theautochannel.com. 3 de janeiro de 2008. Consultado em 12 de dezembro de 2009
9. 1 2  «Toyota | Toyota Reports December 2011 and Year-End Sales» (Nota de imprensa). US: Toyota. 4 de janeiro de 2012. Consultado em 24 de abril de 2011. Arquivado do original em 1 de agosto de 2013
10. ↑  «December 2012 and Year-End Sales Chart» (Nota de imprensa). US: Toyota. 3 de janeiro de 2012. Consultado em 4 de janeiro de 2023. Arquivado do original em 6 de janeiro de 2013
11. ↑  «December 2013 and Year-End Sales Chart» (Nota de imprensa). US: Toyota. 3 de janeiro de 2014. Consultado em 9 de janeiro de 2014. Arquivado do original em 8 de janeiro de 2014
12. ↑  «December 2014 and Year-End Sales Chart» (Nota de imprensa). US: Toyota. 5 de janeiro de 2015. Consultado em 6 de janeiro de 2015. Arquivado do original em 7 de janeiro de 2015
13. ↑  «December 2015 and Year-End Sales Chart» (Nota de imprensa). US: Toyota. 5 de janeiro de 2016. Consultado em 18 de janeiro de 2016. Arquivado do original em 18 de janeiro de 2016
14. ↑  «December 2016 and Year-End Sales Chart» (Nota de imprensa). US: Toyota. 5 de janeiro de 2017. Consultado em 5 de janeiro de 2017
15. ↑  «December 2017 Sales Chart» (Nota de imprensa). US: Toyota. 3 de janeiro de 2018. Consultado em 9 de fevereiro de 2019. Arquivado do original em 18 de julho de 2018
16. ↑  «December 2018 Sales Chart» (Nota de imprensa). US: Toyota. 3 de janeiro de 2018. Consultado em 30 de janeiro de 2019. Arquivado do original em 30 de janeiro de 2019
17. ↑  «Toyota Sienna Sales Figures». US: Good Car Bad Car. Consultado em 14 de janeiro de 2020
18. ↑  «Toyota Motor North America Reports December 2020, Year-End Sales» (Nota de imprensa). USA: Toyota. 5 de janeiro de 2021
19. ↑  «Toyota Motor North America Reports U.S. December, Year-End 2021 Sales» (Nota de imprensa). USA: Toyota. 4 de janeiro de 2022
20. ↑  García, Gerardo (8 de janeiro de 2022). «Los 379 autos más vendidos de México en 2021: la lista completa del ranking de ventas». Motorpasión México (em espanhol). Consultado em 18 de abril de 2024
21. ↑  «Toyota Motor North America Reports Year-End 2022 U.S. Sales Results» (Nota de imprensa). USA: Toyota. 4 de janeiro de 2023
22. ↑  García, Gerardo (6 de janeiro de 2023). «Los 371 autos más vendidos de México en 2022: el ranking completo con todos los modelos». Motorpasión México (em espanhol). Consultado em 18 de abril de 2024
23. ↑  «Toyota Motor North America Reports Year-End 2023 U.S. Sales Results» (Nota de imprensa). USA: Toyota. 3 de janeiro de 2024
24. ↑  García, Gerardo (10 de janeiro de 2024). «Los autos más vendidos en México en 2023: así queda el ranking con los 389 modelos». Motorpasión México (em espanhol). Consultado em 18 de abril de 2024
25. ↑  «【易车销量榜】全国2023年丰田零售量销量榜-易车榜-易车». car.yiche.com (em chinês). Consultado em 18 de abril de 2024
26. ↑  «Toyota Motor North America Reports 2024 U.S. Sales Results». Toyota (Nota de imprensa). US. 3 de janeiro de 2025. Consultado em 11 de janeiro de 2025